# Ordine della Rosa
L'Ordine Imperiale della Rosa è un ordine cavalleresco dell'Impero del Brasile.

## Storia
L'Ordine venne fondato il 17 ottobre 1829 dall'Imperatore Pietro I per commemorare il suo matrimonio con la principessa Amelia Augusta di Leuchtenberg, figlia di Eugenio di Beauharnais, figlio adottivo di Napoleone Bonaparte.

## Insegne dell'Ordine
La medaglia dell'Ordine consisteva in una stella pomata a sei punte smaltata di bianco con al centro un medaglione in oro con le cifre "AP" per "Amalia e Pietro", circondato da un anello smaltato di blu con inciso a lettere dorate il motto "AMOR E FIDELIDADE" con un fiocco centrale.
Ad unire le braccia della stella si trova una corona di rose formata da 18 boccioli di rosa di colore rosa. Il tutto è sormontato dalla corona imperiale brasiliane che unisce la decorazione al nastro.
La stella riprende le medesime decorazioni della medaglia ma ha in più una decorazione metallica a raggi di sole di colore oro retrostante la decorazione.
Il nastro è rosa con una striscia bianca per parte.

## Insigniti notabili
- Achille Basile
- Achille De Giovanni
- Aleksandr Michajlovič Romanov
- Alessandro II di Jugoslavia
- Alexander von Humboldt
- Alfred Chapon
- Andrea Verga
- Andrew Noble
- Antonio Gastone d'Orléans-Braganza
- Antonio Gastone d'Orléans-Braganza
- Antonio João d'Orléans-Braganza
- Antônio Carlos Gomes
- Ariodante Fabretti
- Aureliano Coutinho, visconte di Sepetiba
- Chris Vald I DragonHeart Nardoni
- Carlos Machado de Bittencourt
- Clements Markham
- Domingos José Gonçalves de Magalhães
- Eduard Strauss
- Emilio Visconti Venosta
- Ferdinand Denis
- Filiberto Avogadro di Collobiano
- Francisco António Gonçalves Cardoso
- Friedrich Heinrich Geffcken
- Charles Longueville
- Gaetano Zoppi
- Gaspare Gorresio
- Gastone d'Orléans (1842-1922)
- Giacomo Filippo Lacaita
- Gioacchino Napoleone Pepoli
- Giosuè Carducci
- Giovanni Capellini
- Giovanni De Falco
- Giovanni Pacini (Dignitario)
- Honório Carneiro Leão
- Joaquín Fernández de Córdoba
- Joaquim Maria Machado de Assis
- John Bramley-Moore
- John Miers
- José Ferraz de Almeida Júnior
- José Paranhos, visconte di Rio Branco
- Louis Buvelot
- Louis Pasteur
- Luigi Maria Filippo d'Orléans-Braganza
- Luigi Palmieri
- Luigi del Portogallo
- Luís Alves de Lima e Silva
- Manuel Jorge Rodrigues
- Manuel Silvela y de Le Vielleuze
- Maria Amelia di Braganza
- Michele Ferrucci
- Olav V di Norvegia
- Paolo Mantegazza
- Pedro Luís d'Orléans-Braganza
- Peter Christophersen
- Pietro Carlo d'Orléans-Braganza
- Pietro Gastone d'Orléans-Braganza
- Pietro d'Orléans-Braganza
- Sebastiano De Luca
- Sergej Grigor'evič Lomonosov
- Tommaso Salvini
- Victor Meirelles
- Vladimir Andreevič Dolgorukov
- William Thomson, I barone Kelvin
- Ėduard Ivanovič Totleben